# قسم ليوان الريفي (مقاطعة بندر غز)
قسم لیوان الريفي (بالفارسية: دهستان لیوان) هي منطقة ريفية تقع في إيران في Now Kandeh District. يقدر عدد سكانها بـ 5,418 نسمة .